# Функциональный ряд

Последовательность функций, которые в незаштрихованной области сходятся к натуральному логарифму (красный). В данном случае - это N-я частичная сумма степенного ряда, где N указывает на число слагаемых.

Функциональный ряд — ряд, каждым членом которого, в отличие от числового ряда, является не число, а функция {\displaystyle \ {u_{k}}(x)}.

## Функциональная последовательность
Пусть задана последовательность комплекснозначных функций на множестве {\displaystyle \ E}, включённом в d-мерное евклидово пространство {\displaystyle \ \mathbb {R} ^{d}}.

### Поточечная сходимость
Функциональная последовательность {\displaystyle \ {u_{k}}(x)} сходится поточечно к функции {\displaystyle \ {u}(x)}, если {\displaystyle \forall x\in E\;\;\;\exists \lim _{k\rightarrow \infty }\ {u_{k}}(x)=\ {u}(x)}.

### Равномерная сходимость
Существует функция {\displaystyle \ u(x):E\mapsto \mathbb {C} } такая, что:
{\displaystyle \ \sup \mid {u_{k}}(x)-u(x)\mid {\stackrel {k\rightarrow \infty }{\longrightarrow }}0,~~x\in E}
Факт равномерной сходимости последовательности {\displaystyle \ {u_{k}}(x)} к функции {\displaystyle \ u(x)} записывается: {\displaystyle \ {u_{k}}(x)\rightrightarrows u(x)}

## Функциональный ряд
{\displaystyle \ \sum _{k=1}^{\infty }{u_{k}}(x)}
{\displaystyle \ {S_{n}}(x)=\sum _{k=1}^{n}{u_{k}}(x)} — n-ная частичная сумма.

### Сходимость
В математике сходимость означает существование конечного предела у числовой последовательности, суммы бесконечного ряда, значения у несобственного интеграла, значения у бесконечного произведения.
Ряд называется сходящимся поточечно, если последовательность {\displaystyle \ {S_{n}}(x)} его частичных сумм сходится поточечно.
Ряд называется сходящимся равномерно, если последовательность {\displaystyle \ {S_{n}}(x)} его частичных сумм сходится равномерно.

#### Необходимое условие равномерной сходимости ряда
{\displaystyle \ {u_{k}}(x)\rightrightarrows 0} при {\displaystyle \ k\rightarrow \infty }
Или, что эквивалентно {\displaystyle \forall \varepsilon >0\,\,\exists n_{0}(\varepsilon )\in \mathbb {N} :\forall x\in X,\forall n>n_{0}\,\,\,|{u_{n}}(x)|<\varepsilon }, где Х - область сходимости.

#### Критерий Коши равномерной сходимости
Критерий Коши для функциональной последовательности. Чтобы последовательность функций {\displaystyle \left\{f_{n}\right\}_{n=1}^{\infty }}, определённых на множестве {\displaystyle V}, равномерно сходилась на этом множестве, необходимо и достаточно, чтобы для всякого {\displaystyle \varepsilon >0}, начиная с некоторого номера {\displaystyle N=N(\varepsilon )}, при всех {\displaystyle n,m}, больше либо равных {\displaystyle N}, одновременно для всех {\displaystyle x\in V} значения функций {\displaystyle f_{n}(x)} и {\displaystyle f_{m}(x)} различались меньше, чем на {\displaystyle \varepsilon }.
{\displaystyle \forall \varepsilon >0\;\exists N=N(\varepsilon )\;\forall n,m\geq N\;\forall x\in V\;\left|{f_{n}}(x)-\ {f_{m}}(x)\right|<\varepsilon }

### Абсолютнаяи условная сходимость
Ряд {\displaystyle \ \sum _{k=1}^{\infty }{u_{k}}(x)} называется абсолютно сходящимся, если {\displaystyle \sum _{k=1}^{\infty }\mid {u_{k}}(x)\mid } сходится. Абсолютно сходящийся ряд сходится.
Если ряд {\displaystyle \sum _{k=1}^{\infty }{u_{k}}(x)} сходится, а {\displaystyle \sum _{k=1}^{\infty }\mid {u_{k}}(x)\mid } расходится, то ряд {\displaystyle \sum _{k=1}^{\infty }{u_{k}}(x)} называется сходящимся условно. Для таких рядов верна теорема Римана о перестановке членов условно сходящегося ряда.

### Признаки равномерной сходимости

#### Признак сравнения
Ряд {\displaystyle \ \sum _{k=1}^{\infty }{u_{k}}(x)} сходится абсолютно и равномерно, если выполнены условия:
1. Ряд {\displaystyle \ \sum _{k=1}^{\infty }{v_{k}}(x)} сходится равномерно.
2. {\displaystyle \ \mid {u_{k}}(x)\mid <{v_{k}}(x),~\forall x\in E,~\forall k\in \mathbb {N} }

Частным случаем является признак Вейерштрасса, когда {\displaystyle \ {v_{k}}(x)=a_{k}}. Таким образом, функциональный ряд ограничивается обычным. От него требуется обычная сходимость.

#### Признак Дирихле
Ряд {\displaystyle \sum _{k=1}^{\infty }{{a_{k}}(x)}{{u_{k}}(x)}} сходится равномерно, если выполнены следующие условия:
1. Последовательность действительнозначных функций {\displaystyle \ {a_{k}}(x)} монотонна {\displaystyle \ \forall x\in E} и {\displaystyle \ {a_{k}}(x)\rightrightarrows 0}
2. Частичные суммы {\displaystyle \ {S_{n}}(x)=\sum _{k=1}^{n}{u_{k}}(x)} равномерно ограничены.

#### Признак Абеля
Ряд {\displaystyle \sum _{k=1}^{\infty }{{a_{k}}(x)}{{u_{k}}(x)}} сходится равномерно, если выполнены следующие условия:
1. Последовательность действительнозначных функций {\displaystyle \ {a_{k}}(x)} равномерно ограничена и монотонна {\displaystyle \ \forall x\in E}.
2. Ряд {\displaystyle \ \sum _{k=1}^{\infty }{u_{k}}(x)} равномерно сходится.

## Свойства равномерно сходящихся последовательностей и рядов

### Теоремы о непрерывности
Рассматриваются комплекснозначные функции на множестве {\displaystyle \ E}
Последовательность непрерывных в точке функций сходится к функции, непрерывной в этой точке.
Последовательность {\displaystyle \ {u_{k}}(x)\rightrightarrows u(x)}
{\displaystyle \ \forall k:} функция {\displaystyle \ {u_{k}}(x)} непрерывна в точке {\displaystyle \ x_{0}}
Тогда {\displaystyle \ u(x)} непрерывна в {\displaystyle \ x_{0}}.
Равномерно сходящийся ряд непрерывных в точке функций сходится к функции, непрерывной в этой точке.
Ряд {\displaystyle \ \sum _{k=0}^{\infty }{u_{k}}(x)\rightrightarrows S(x)}
{\displaystyle \ \forall k:} функция {\displaystyle \ {u_{k}}(x)} непрерывна в точке {\displaystyle \ x_{0}}
Тогда {\displaystyle \ S(x)} непрерывна в {\displaystyle \ x_{0}}.

### Теоремы об интегрировании
Рассматриваются действительнозначные функции на отрезке действительной оси.
Теорема о переходе к пределу под знаком интеграла.
{\displaystyle \ \forall k:} функция {\displaystyle \ {u_{k}}(x)} непрерывна на отрезке {\displaystyle \ [a,b]}
{\displaystyle \ {u_{k}}(x)\rightrightarrows u(x)} на {\displaystyle \ [a,b]}
Тогда числовая последовательность  {\displaystyle \left\{{\int \limits _{a}^{b}{{u_{k}}(x)dx}}\right\}} сходится к конечному пределу {\displaystyle \int \limits _{a}^{b}{u(x)dx}}.
Теорема о почленном интегрировании.
{\displaystyle \ \forall k:} функция {\displaystyle \ {u_{k}}(x)} непрерывна на отрезке {\displaystyle \ [a,b]}
{\displaystyle \ \sum _{k=1}^{\infty }{u_{k}}(x)\rightrightarrows S(x)} на {\displaystyle \ [a,b]}
Тогда числовой ряд  {\displaystyle \ \sum _{k=1}^{\infty }\int \limits _{a}^{b}{u_{k}}(x)dx} сходится и равен {\displaystyle \int \limits _{a}^{b}S(x)dx}.

### Теоремы о дифференцировании
Рассматриваются действительнозначные функции на отрезке действительной оси.
Теорема о дифференцировании под пределом.
{\displaystyle \ \forall k:} функция {\displaystyle \ {u_{k}}(x)} дифференцируема (имеет непрерывную производную) на отрезке {\displaystyle \ [a,b]}
{\displaystyle \ \exists c\in [a,b]:~u_{k}(c)} сходится (к конечному пределу)
{\displaystyle \ {u'_{k}}(x)\rightrightarrows \omega (x)} на отрезке {\displaystyle \ [a,b]}
Тогда {\displaystyle \ \exists u(x):~{u_{k}}(x)\rightrightarrows u(x),~u(x)} — дифференцируема на {\displaystyle \ [a,b]}, {\displaystyle \ u'(x)=\omega (x)} на {\displaystyle \ [a,b]}
Теорема о почленном дифференцировании.
{\displaystyle \ \forall k:} функция {\displaystyle \ {u_{k}}(x)} дифференцируема на отрезке {\displaystyle \ [a,b]}
{\displaystyle \ \exists c\in [a,b]:~\sum _{k=1}^{\infty }u_{k}(c)} сходится
{\displaystyle \ \sum _{k=1}^{\infty }{u'_{k}}(x)} равномерно сходится на отрезке {\displaystyle \ [a,b]}
Тогда {\displaystyle \ \exists S(x):~\sum _{k=1}^{\infty }{u_{k}}(x)\rightrightarrows S(x),~S(x)} — дифференцируема на отрезке {\displaystyle \ [a,b]}, {\displaystyle \ S'(x)=\sum _{k=1}^{\infty }{u'_{k}}(x)} на {\displaystyle \ [a,b]}